# Uwe Strasek
Uwe Strasek (* 3. März 1964; † 21. Oktober 2017) war ein deutscher Turm- und Wasserspringer beim SV Neptun Aachen 1910.
Die sportliche Karriere von Uwe Strasek begann zunächst vielversprechend. So erreichte er 1986 bei den Deutschen Meisterschaften im Kunstspringen vom 3-Meter-Brett einen hervorragenden 3. Platz. 1987 wurde er bei den Deutschen Hallen-Meisterschaften ebenfalls 3. beim Kunstspringen vom 1-Meter-Brett. Diesen Erfolg konnte er 1988 wiederholen. Zusätzlich erreichte er noch einen 2. Platz beim Kunstspringen vom 3-Meter-Brett. Durch einen schweren Unfall konnte Uwe Strasek nicht in dem Maße trainieren, so dass er zunächst an keinen nationalen oder internationalen Meisterschaften mehr teilnehmen konnte.
Im Jahre 1994 machte er mit drei 1. Plätzen bei den „World-Master-Championships“ in Montreal in der Altersklasse ab 30 bis 34 Jahren auf sich aufmerksam. Er errang hier nicht nur den Weltmeistertitel vom 1-Meter-Brett, sondern auch vom 3-Meter-Brett und 3-Meter-Turm. Dabei brach er beim 1-Meter-Wettbewerb den bis dahin bestehenden FINA-Rekord bei Weltmeisterschaften und  stellte sogar einen neuen FINA-Weltrekord vom 3-Meter-Brett auf. Zwei Jahre später konnte er in Sheffield seine Titel in allen drei Bereichen verteidigen.
In Deutschland machte er im Jahre 1995 noch einmal mit einem 2. Platz beim Kunstspringen vom 1-Meter-Brett bei der deutschen Hallen-Meisterschaft auf sich aufmerksam.